# 22. april
22. april je 112. dan leta (113. v prestopnih letih) v gregorijanskem koledarju. Ostaja še 253 dni.

## Dogodki
- 1308 – Celjski grofje postanejo štajerski deželnoknežji vazali
- 1370 – v Parizu začno graditi Bastiljo
- 1840 – v Gorici ustanovljen prvi slovenski zavod za gluhonemo mladino
- 1915 – nemška vojska v drugi bitki pri Yepru prvič uporabi bojne strupe
- 1918 – pomorska bitka za Zeeburgge
- 1941 – s podpisom dunajskega sporazuma si Nemčija in Italija razdelita ozemlje Slovenije
- 1941 – BBC prvič oddaja radijska poročila v slovenskem jeziku.
- 1945 – osvobojeno ustaško koncentracijsko taborišče Jasenovac

## Rojstva
- 1451 – Izabela I. Kastiljska, kastiljska kraljica († 1504)
- 1707 – Henry Fielding, angleški pisatelj († 1754)
- 1724 – Immanuel Kant, nemški filozof († 1804)
- 1766 – Anne Louise Germaine Necker - Germaine de Staël, francoska pisateljica († 1817)
- 1834 – Gaston Planté, francoski fizik († 1889)
- 1840 – Odilon Redon, francoski slikar († 1916)
- 1946 – Jurij Malovrh, slovenski politik, poslanec in prometni inženir
- 1854 – Henri La Fontaine, belgijski odvetnik, nobelovec 1913 († 1943)
- 1870 – Vladimir Iljič Uljanov - Lenin, ruski revolucionar († 1924)
- 1876 – Robert Bárány, avstrijski patolog madžarsko-judovskega rodu, nobelovec 1914 († 1936)
- 1878 – Zofka Kveder, slovenska pisateljica († 1926)
- 1886 – Izidor Cankar, slovenski umetnostni zgodovinar, pisatelj († 1958)
- 1891 – sir Harold Jeffreys, angleški geofizik, astronom, matematik († 1989)
  - Laura Giplin, ameriška fotografinja († 1979)
- 1899 – Vladimir Nabokov, ruski pisatelj, pesnik in entomolog († 1977)
- 1904 – Julius Robert Oppenheimer, ameriški fizik († 1967)
- 1906 – Princ Gustav Adolf, vojvoda Västerbottenski († 1947)
- 1909 – Rita Levi-Montalcini, italijanska nevrologinja, nobelovka 1986 († 2012)
- 1911 – Maxwell Spencer Dupain, avstralski fotograf († 1992)
- 1919 – Donald J. Cram, ameriški kemik, nobelovec 1987 († 2001)
- 1957 – Donald Tusk, poljski politik
- 1967 – Sheryl Lee, ameriška filmska igralka
- 1973 – Janko Narat (Jenki), glasbenik, humorist, pevec in kantavtor
- 1974 – Shavo Odadjian, ameriški basist iz zasedbe System of a Down

## Smrti
- 835 – Kukai, japonski budistični menih (* 774)
- 1208 – Filip Poitouški, angleški škof Durhama
- 1253 – Elija iz Kortona, frančiškanski general, gibelin (* 1180)
- 1259 – Adolf VII., grof Berga (* 1220)
- 1355 – Eleanora iz Woodstocka, angleška princesa, grofica Gueldersa (* 1318)
- 1404 – Pietro Fregoso, genovski dož (* 1330)
- 1627 – Ahmad Baba, malijski pravnik, pisatelj (* 1556)
- 1672 – Georg Stiernhielm, švedski jezikoslovec, pesnik (* 1598)
- 1748 – Lovrenc Marušič - oče Romuald Štandreški, slovenski redovnik kapucin, dramatik (* 1676)
- 1833 – Richard Trevithick, angleški izumitelj (* 1771)
- 1840 – James Prinsep, angleški arheolog, kolonialni upravnik (* 1799)
- 1866 – Josip Tominc, slovenski slikar (* 1790)
- 1892 – Édouard Lalo, francoski skladatelj (* 1823)
- 1898 – Jožef Petkovšek, slovenski slikar (* 1861)
- 1932 – Franc Ošlaj, slovenski zgodovinar, pisatelj in iredentist na Madžarskem (* 1883)
- 1933 – sir Henry Royce, angleški industrialec (* 1863)
- 1945 – Käthe Kollwitz, nemška slikarka (* 1867)
- 1983 – Earl Kenneth Hines, ameriški jazzovski pianist, skladatelj (* 1905)
- 1986 – Mircea Eliade, romunski religiolog, zgodovinar, filozof (* 1907)
- 1994 – Richard Milhous Nixon, ameriški predsednik (* 1913)
- 2018 – Demeter Bitenc, slovenski filmski, televizijski in gledališki igralec (* 1922)

## Prazniki in obredi
- dan planeta Zemlje